# Santa Maria Nuova
Santa Maria Nuova – miejscowość i gmina we Włoszech, w regionie Marche, w prowincji Ankona.
Według danych na styczeń 2010 gminę zamieszkiwały 4206 osoby przy gęstości zaludnienia 233,1 os./1 km².

## Współpraca
Miejscowość partnerska:
- Bertrange, Luksemburg